# Wargaming Seattle
Wargaming Seattle, раніше Gas Powered Games — американська компанія-розробник відеоігор, розташована в місті Редмонд, Вашингтон. Заснована в травні 1998 року Крісом Тейлором. Популярність компанії принесла Dungeon Siege.

## Ігри компанії
За всю історію компанії були випущені:
- 2002 — Dungeon Siege
- 2003 — Dungeon Siege: Legends of Aranna
- 2005 — Dungeon Siege 2
- 2006 — Dungeon Siege 2 — Broken World
- 2007 — Supreme Commander
- 2007 — Supreme Commander: Forged Alliance
- 2008 — Space Siege
- 2009 — Demigod
- 2010 — Supreme Commander 2
- 2012 — Age Of Empires Online

У розробці:
- Chris Taylor's Kings and Castles[2]